# Фармингтон (Јута)
Фармингтон (енгл. Farmington) град је у америчкој савезној држави Јута.

## Демографија
По попису из 2010. године број становника је 18.275, што је 6.194 (51,3%) становника више него 2000. године.
| Група             | 2000.          | 2010.          |
| Белци             | 11.389 (94,3%) | 16.860 (92,3%) |
| Афроамериканци    | 44 (0,4%)      | 136 (0,7%)     |
| Азијати           | 102 (0,8%)     | 170 (0,9%)     |
| Хиспаноамериканци | 360 (3,0%)     | 778 (4,3%)     |
| Укупно            | 12.081         | 18.275         |